# Héctor Sustaita Seeber
Héctor Plácido Sustaita Seeber (1903-Buenos Aires, 24 de agosto de 1977) fue un político argentino que se desempeñó como diputado nacional por la provincia de Buenos Aires entre 1946 y 1948, siendo también vicepresidente segundo de la Cámara de Diputados de la Nación Argentina.

## Biografía
Nació en 1903, hijo de Juan Pedro Sustaita y Elodia Seeber.
Fue comisionado municipal del partido de Vicente López entre 1944 y 1945 y en 1946 fue director de Abastecimiento en la intervención federal de la provincia de Buenos Aires.
Adhirió al Partido Independiente y en las elecciones legislativas de 1946 fue elegido diputado nacional por la provincia de Buenos Aires, en una lista conjunta con el Partido Laborista. Entre 1946 y 1947 también ocupó la vicepresidencia segunda de la Cámara de Diputados de la Nación Argentina. Fue vocal en la comisión de Peticiones, Poderes y Reglamento. Completó su mandato en 1948.
En 1946, al crearse el Partido Peronista con el nombre de «Partido Único de la Revolución», fue miembro de la Junta Ejecutiva Nacional del mismo.
Fue ministro de Gobierno de la provincia de Corrientes, en la intervención de Juan Filomeno Velazco, quedando como interventor interino en octubre de 1948, durante su gobernación crea la dirección provincial de tránsito y organiza la carrera de enfermería en la ciudad de Corrientes. Se impulsa el alumbrado eléctrico que llegará al interior provincial entre ellos a los parajes de Cruz de los Milagros, Perugorría, Estación Torrent y Colonia Liebig's. Se crearon los departamentos de bomberos en Esquina, Santo Tomé.
 Más tarde se desempeñó como director nacional de Provincias del Ministerio del Interior de la Nación.
Ocupó también la presidencia del Club Atlético Tigre. Fue fundador del Círculo de Legisladores de la Nación y primer presidente del mismo, desde junio de 1961 hasta su fallecimiento en agosto de 1977.